# Keith David

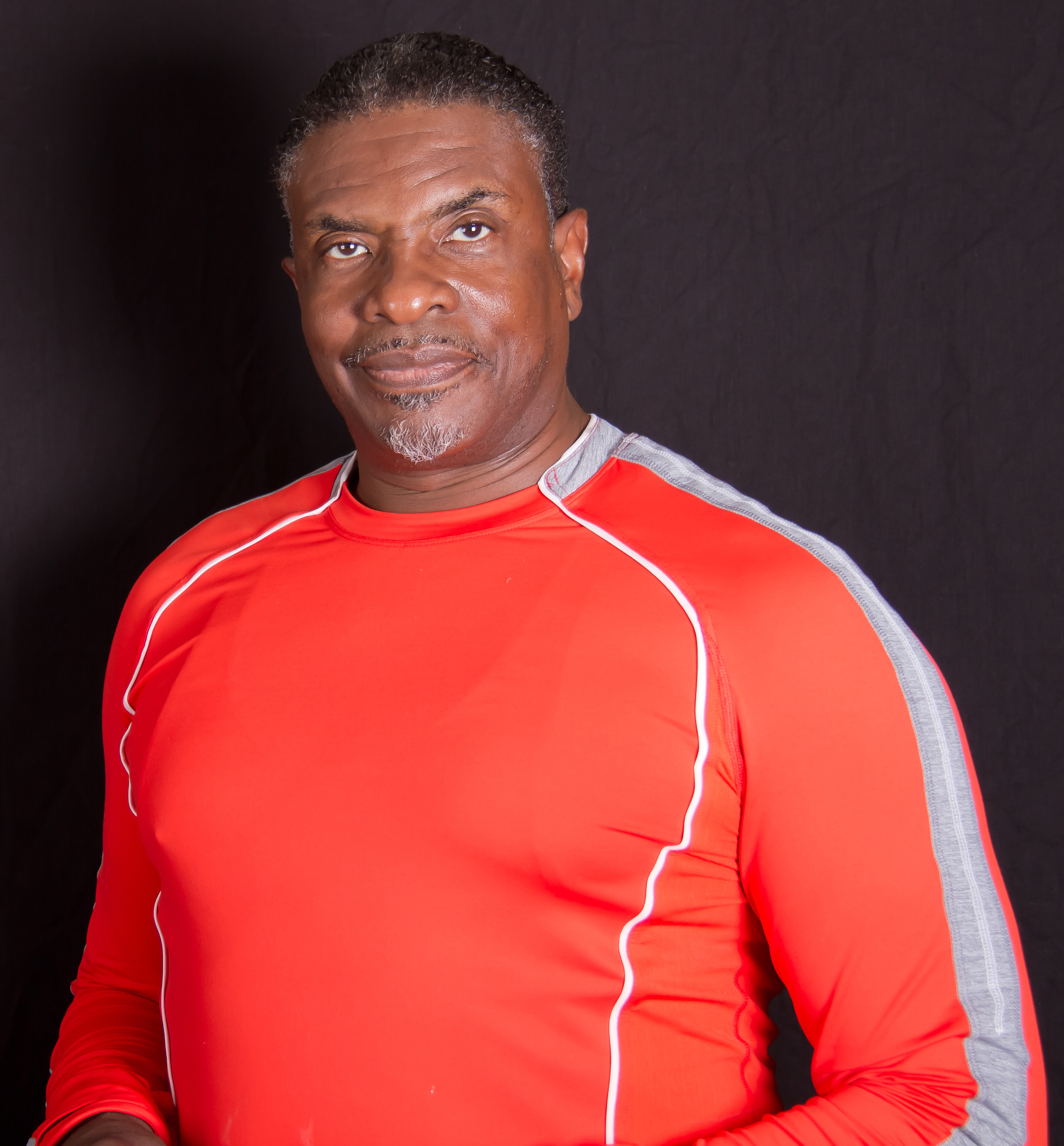
Keith David (2010)

Keith David (* 4. Juni 1956 in Harlem, New York) ist ein US-amerikanischer Schauspieler. Seine Filmografie umfasst bisher über 250 Film- und Fernsehproduktionen.

## Leben
Keith David ist der Sohn von Telephonemanagerin Dolores (geb. Dickenson) und Lester Williams, einem Direktor der Lohnbuchhaltung. Er wuchs in Corona und Queens auf. Seit er bei einer Schulaufführung den Löwen aus Der Zauberer von Oz spielen durfte, war er sicher, später Schauspieler zu werden. David studierte an der High School of Performing Arts in Manhattan und besuchte von 1975 bis 1979 die Juilliard School, die er mit einem Bachelor of Fine Arts abschloss.

## Karriere
Bekannt wurde Keith David als Childs neben Kurt Russell in Das Ding aus einer anderen Welt. Er hat in zahlreichen bekannten Filmen mitgewirkt, darunter Platoon, Sie leben, Missing in Action 3, Men at Work, Armageddon – Das jüngste Gericht, Transporter – The Mission, Transformers oder Free Birds – Esst uns an einem anderen Tag. Zusätzlich finden sich in seiner Filmographie verschiedene Gastauftritte in Fernsehserien, unter anderem Emergency Room – Die Notaufnahme. In der letzten Staffel von Community gehörte er 2015 zu Stammbesetzung, ebenso im Jahr zuvor in der kurzlebigen Sitcom Enlisted. In Greenleaf verkörpert David seit 2016 eine der Hauptrollen.
Des Weiteren ist David auch als Synchronsprecher für Computerspiele (unter anderem Halo 3 und Mass Effect) und Animationsfilme tätig.
Für das Lied Friends on the Other Side aus dem Soundtrack zu Küss den Frosch erhielt er 2024 in den USA eine Goldene Schallplatte.

## Filmografie (Auswahl)

### Als Schauspieler
- 1979: Helden der Nacht (Disco Godfather)
- 1982: Das Ding aus einer anderen Welt (The Thing)
- 1986: Platoon
- 1988: Saigon – Der Tod kennt kein Gesetz (Off Limits)
- 1988: Bird
- 1988: Sie leben (They Live)
- 1988: Missing in Action 3 (Braddock: Missing in Action III)
- 1989: Road House
- 1990: Men at Work
- 1990: Zum Töten freigegeben (Marked for Death)
- 1992: Eiskalte Leidenschaft (Final Analysis)
- 1994: Reality Bites – Voll das Leben (Reality Bites)
- 1994: Puppet Masters – Bedrohung aus dem All (The Puppet Masters)
- 1994: Gargoyles – Der Film (Gargoyles – The Movie)
- 1994: The Last Outlaw
- 1995: Clockers
- 1995: Schneller als der Tod (The Quick and the Dead)
- 1995: Dead Presidents
- 1996: Auge um Auge (Eye for an Eye)
- 1997: Executive Target
- 1997: Volcano
- 1998: Armageddon – Das jüngste Gericht (Armageddon)
- 1998: Verrückt nach Mary (There’s Something About Mary)
- 2000: Pitch Black – Planet der Finsternis (Pitch Black)
- 2000: Helden aus der zweiten Reihe (The Replacements)
- 2000: Blond und skrupellos (Dark Summer)
- 2000: Requiem for a Dream
- 2001–2002: Der Job (The Job, Fernsehserie, 9 Folgen)
- 2002: Barbershop
- 2003: Head of State
- 2003: Hollywood Cops
- 2003: Agent Cody Banks
- 2004: Agent Cody Banks 2: Mission London (Agent Cody Banks 2: Destination London)
- 2004: Riddick: Chroniken eines Kriegers (The Chronicles of Riddick)
- 2004: L.A. Crash (Crash)
- 2005: Mr. & Mrs. Smith
- 2005: Dirty
- 2005: Transporter – The Mission (Le Transporteur II)
- 2006: The OH in Ohio
- 2006–2007: Emergency Room – Die Notaufnahme (ER, Fernsehserie, 5 Folgen)
- 2007: If I Had Known I Was a Genius
- 2007: Transformers
- 2008: First Sunday
- 2008: Lauschangriff – My Mom’s New Boyfriend
- 2008: The 5th Commandment – Du sollst nicht töten (The Fifth Commandment)
- 2009: Verrückt nach Steve (All About Steve)
- 2009: Against the Dark
- 2009: The Butcher – The New Scarface
- 2009: Numbers – Die Logik des Verbrechens (NUMB3RS, Fernsehserie, Folge 6x05 Der Klon)
- 2010: Sterben will gelernt sein (Death at a Funeral)
- 2010: Hawaii Five-0 (Fernsehserie, Folge 1x21 Wolframstahl)
- 2012: Cloud Atlas
- 2012: Smiley – Das Grauen trägt ein Lächeln (Smiley)
- 2012, 2015: Community (Fernsehserie, 13 Folgen)
- 2013: Assault on Wall Street
- 2013: Free Birds – Esst uns an einem anderen Tag (Free Birds)
- 2014: Enlisted (Fernsehserie, 13 Folgen)
- 2016: The Nice Guys
- 2016–2020: Greenleaf (Fernsehserie)
- 2018: Love Jacked
- 2019: 21 Bridges
- 2020: Horizon Line
- 2020: Navy CIS: New Orleans (Fernsehserie, 2 Folgen)
- 2021: The Seventh Day
- 2021: The Gateway
- 2021: Black as Night
- 2022: Nope
- 2023: Justified: City Primeval (Miniserie, 1 Folge)
- 2023: Amerikanische Fiktion (American Fiction)
- 2025: High Potential (Fernsehserie, 1 Folge)

### Als Synchronsprecher
Computerspiele
- 1997: Fallout (Decker)
- 1999: Planescape: Torment (Vhailor)
- 2004: Halo 2 (Arbiter)
- 2006: Saints Row (Julius Little)
- 2007: Halo 3 (Arbiter)
- 2007: Mass Effect (David Anderson)
- 2008: Saints Row 2 (Julius Little)
- 2009: Call of Duty: Modern Warfare 2 (Sergeant Foley)
- 2010: Mass Effect 2 (David Anderson)
- 2012: Mass Effect 3 (David Anderson)
- 2013: Saints Row IV (Julius Little, sich selbst)
- 2023: Destiny 2 (Commander Zavala)

Filme/Serien
- 1999: Prinzessin Mononoke (Okkoto/Okkotonushi)
- 2001: Final Fantasy: Die Mächte in dir (Ratsmitglied)
- 2003: Die Liga der Gerechten (Despero)
- 2009: Coraline (Katze)
- 2009: Küss den Frosch (The Princess and the Frog, Synchronsprecher von Dr. Facilier)
- seit 2015: Rick and Morty (Der Präsident)
- 2020–2022: Disney Amphibia (König Andrias)
- 2023: Hazbin Hotel (Husk)

## Ehrung
- 2017: Aufnahme in die Science Fiction Hall of Fame[4]